# Fritz Rehm

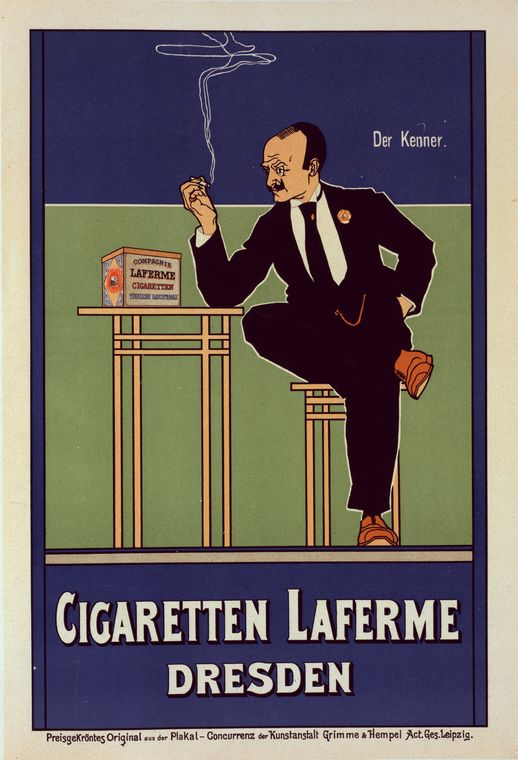
Cigaretten Laferme Dresden

Fritz Rehm (* 19. April 1871 in München; † 5. Oktober 1928 in Lichtenfels) war ein deutscher Plakatkünstler und Bildhauer.

## Leben
Nach dem Besuch der Königlichen Kunstgewerbeschule studierte Rehm ab dem 15. April 1890 an der Königlichen Akademie der Künste in München beim Bildhauer Syrius Eberle. Nach dem Studium war Rehm in München als Gebrauchsgrafiker und Plakatkünstler tätig.
Im Jahre 1896 brachte ihm eines seiner ersten Plakate, „Cigaretten Laferme“, in Leipzig gedruckt, einen Erfolg. Im Jahr 1898 erschienen seine Werke in der von Jules Chéret herausgegebener Zeitschrift „Les Maîtres de l’Affiche“ (1895–1900).
Ab 1897 lieferte Fritz Rehm seine Werke an die Münchener „Jugend“. Er stellte in der Wiener Secession aus und eröffnete dann sein eigenes Atelier.
Zwischen 1905 und 1914 wandte sich Rehm der dekorativen Kunst zu, entwarf Glaserzeugnisse für die Firma Peill & Sohn Glashüttenwerke in Düren und kleine Bronzeskulpturen für die Firma Lauchhammer Bildguss. Er arbeitete auch für die Deutsche Werkstätten Hellerau.

## Werke (Auswahl)
- Der Kenner Cigaretten Laferme Dresden, 1896
- Multiplex Gasfernzünder Berlin, 1897
- Otto Perutz Trockenplatten Fabrik München, 1898
- Norddeutscher Lloyd Bremen Passage Bureau Rominger Stuttgart, 1903
- Victoria Fahrrad-Werke Act. Ges. Nürnberg, 1900
- Victoria Werke AG Nürnberg, 1900
- Bayr. Motoren & Automobil – Ges. Gmbh München, 1900
- Süssstoff Höchst Stärkstes & billigstes Süssmittel, 1907
- Hans Sollfrank Cigarren Cigaretten, 1908
- Ausstellung der Vereinigten Werkstätten für Kunst und Handwerk, 1909
- I Pringer Rosental Manufaktur Modewaren Wäsche, 1911